# Temesgyarmat

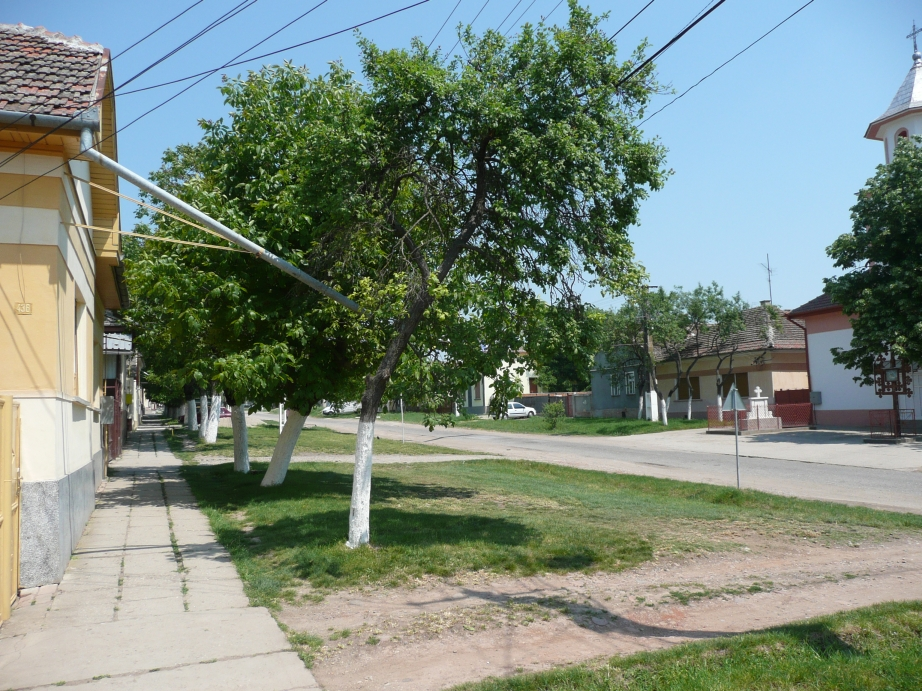
Utcakép

Temesgyarmat, 1904-ig Temesgyarmata (románul: Giarmata, Ghiarmata, korábban Iarmota vagy Iermata, németül: Jahrmarkt, helyi nyelvjárásban Johrmark) falu Romániában, a Bánátban, Temes megyében.

## Fekvése
Temesvártól 12 kilométerre északkeletre fekszik. Délnyugati csücskét érinti a Temesvár–Lippa országút.

## Nevének eredete
Neve magyar törzsnévből való. 1334-ben Zamar, Gormat és Garmat alakban fordult elő először. Nagygyarmatot 1554-ben Yarmat-i Bozorg, 1569-ben Veliqa Yarmad, 1717-ben Veliki Jermath néven írták, az akkoriban két település pedig 1700 után Gyarmata utraque, 1716-ban Jarmatha néven jelentkezett. Az -a végződés a szerbben ragadt rá. A németben népetimológia útján vette fel az 'éves vásár' jelentésű Jahrmarkt nevet, valószínűleg azután, hogy 1807-ben vásárjogot kapott.

## Története

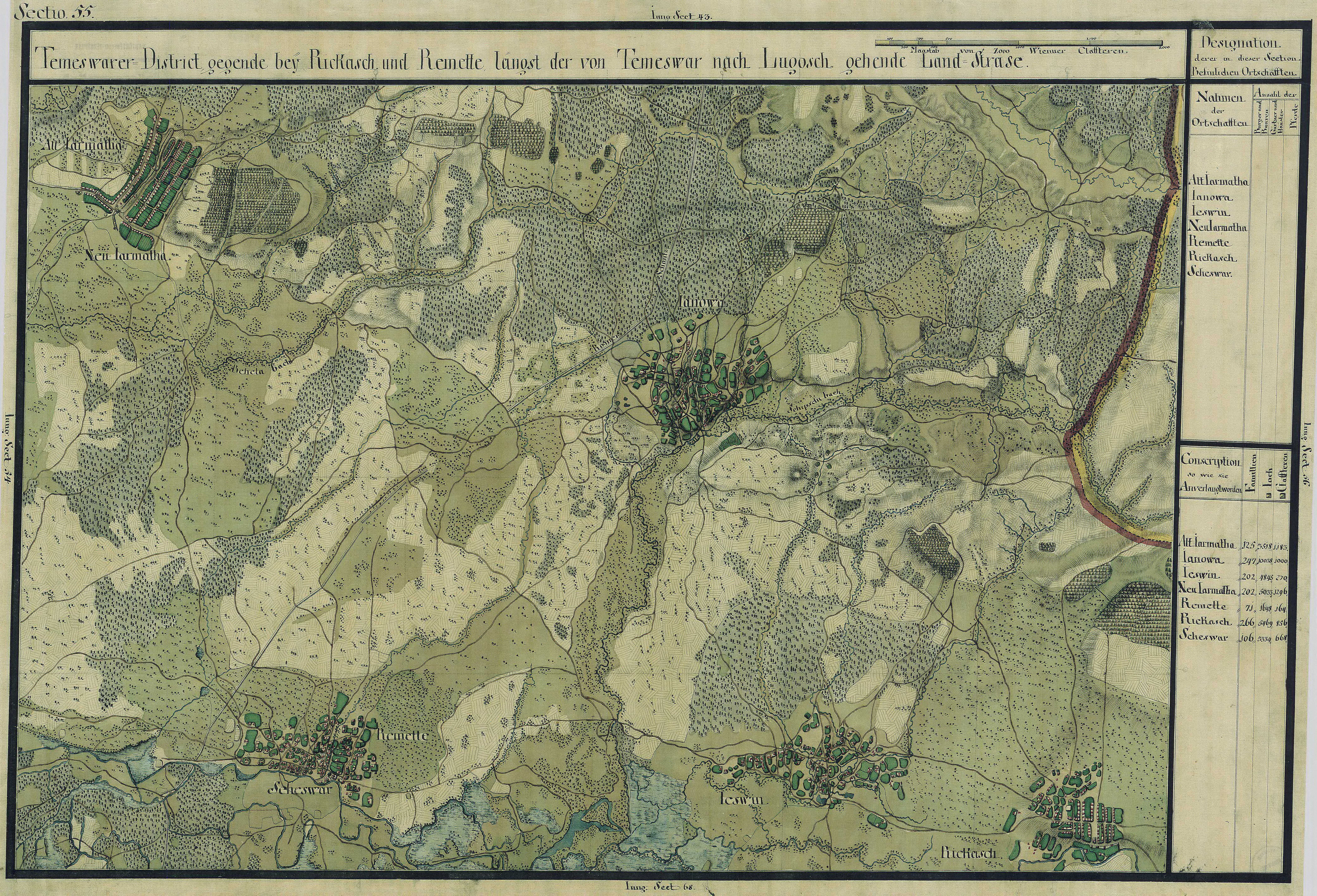
A falu (mint Alt és Neu Iarmatha) 1769–72 körül

1334–35-ben plébániájáról emlékeztek meg. A 15–18. században két falut alkotott, melyek 1767-ben két, egymással szomszédos dombon feküdtek. Kisgyarmatot Zsigmond 1407-ben vajdafalvi Vajdafi Miklósnak és fiának, Tamásnak adományozta. A család 1418-ban felvette a gyarmati előnevet, és 1515–20 közöttig bírta a két falut. A törökök kiűzése után Nagygyarmat 36, Kisgyarmat 28 házból állt, és mindkettőt szerbek és románok lakták.
A kamara először 1722–24-ben telepített be húsz Mainz vidéki német családot, majd 1728–30-ban újabb harmincat, ezúttal Ellstein, Schimendenwaag, Kreuznach, Höchst és Zweibrücken falvakból. 1730-ban római katolikus plébániát alapítottak a településen. 1737–40-ben kb. ezerkétszáz Versecről és a Dél-Bánát más településeiről, a törökök támadása elől érkezett menekült duzzasztotta fel lakosságát. 1741 és 1763 között főleg a mainzi érsekségből, Pfalzból és Lotaringiából települtek be németek. Száz szerb és román családját részben 1765-ben Románkécsára, részben 1768-ban Kláriba költöztették. Helyükre Kempelen Farkas 1767-es feljegyzése szerint 238 új család, 1770 nyarán pedig 1005 fő érkezett, főleg Luxemburgból, Lotaringiából, a siegeni grófságból, Trierből és Pfalzból. A két település, Alt- és Neu-Iarmata ezután vált egységes községgé, amelynek a szerbek és románok kitelepítése idején az utcaképét is megváltoztatták. 1781-ben Sándor Mihály vásárolta meg árverésen, tőle 1794-ben Gyürky Istváné lett. Az uradalom felét Ambrózy Lajos örökölte, aki 1806 után délen és nyugaton négy utcával bővítette, ahová ún. „kontraktualisták” költöztek. 1807-ben mezővárosi kiváltságot kapott.
1883-ban gyógyszertár nyílt benne, majd 1888-ban megalakult a Temesgyarmatai Takarék- és Hitelegylet. 1904 és 08 között 547 lakosa vándorolt ki az Egyesült Államokba, de a kivándorlás csak 1923–24-ben érte el csúcspontját. 1909 után báró Csávossy Gyula méretett ki új parcellákat. Ugyanazon évben iskolává alakították át Gudenus Jenő kastélyát. 1956 után kivált belőle Kisgyarmatapuszta. Német lakói a 20. század második felében elhagyták. Helyüket 1945-től fokozatosan románok foglalták el.
1910-ben 5267 lakosából 4782 vallotta magát német, 318 román és 157 magyar anyanyelvűnek; 4916 római katolikus és 309 ortodox vallásúnak.
2002-ben 4405 lakosa közül 4279 vallotta magát román és 68 magyar nemzetiségűnek; 3887 ortodox, 279 pünkösdista és 133 római katolikus vallásúnak.

## Nevezetességei
- Savoyai Jenő kútja (Großer Brunnen) a falu központjában. A helyi monda szerint a herceg egy tölgyfát hasított szét a kardjával, és annak helyén tört volna fel a víz.
- Római katolikus templom (1860–61, tornya 1935).

## Híres emberek
- Plébánosa volt 1863 és 1872 között Schlauch Lőrinc későbbi szatmári püspök, bíboros.
- Itt született 1838-ban Ambrózy Béla földbirtokos, katona, a magyar méhészet egyik megalapítója.
- Itt született 1947-ben Peter Grosz író.

## Testvértelepülése
- Hoogstraten, Belgium